# Louis Guingot
Louis Guingot est un peintre de l'École de Nancy né le 3 janvier 1864 à Remiremont et mort le 16 décembre 1948 à Lay-Saint-Christophe. Membre fondateur de l'École de Nancy, il invente en 1914 une tenue camouflée pour l'Armée française, que celle-ci refuse,.

## Biographie

### Formation
Louis Guingot naît à Remiremont, le 3 janvier 1864. Il grandit dans un contexte favorable à la création artistique ; son père possède un magasin de fournitures artistiques et une galerie, son grand-père est professeur de dessin à Remiremont. Attiré par l'art, il suit les cours de l'École des Beaux-Arts de Paris en 1880 et de l'École nationale supérieure des arts décoratifs de Paris, où il est remarqué par l'ornemaniste Pierre-Victor Galland, directeur de la Manufacture des Gobelins, qui l'intègre dans son atelier. Il semblerait qu'il participe dans ce cadre aux décors de la Sorbonne et de l'hôtel de ville de Paris en 1890. Le directeur du théâtre des Variétés lui confie alors d'être le chef décorateur pendant trois ans.
Il épouse Marie Lambert en 1892 avant de rejoindre le milieu des artistes de Nancy. Il fréquente alors Émile Gallé, peintre du courant Art nouveau, fondateur avec Louis Majorelle de l'école de Nancy en 1901. Le peintre fait construire sa villa La Chaumière par Weissenburger rue d'Auxonne à Nancy. Les ombelles de son jardin, stylisées par de nombreux artistes de l'école de Nancy, sont visitées par le roi du Cambodge, Sisowath, et sa délégation en juillet 1906.

### Carrière artistique
Sa formation de peintre le porte à la décoration murale de bâtiments publics et religieux de sa région, comme les théâtres de Verdun, Lunéville et Bussang. Il a peint notamment trois fresques dans l'église de Vaubexy aux environs des années 1900. Il a également travaillé à la décoration de restaurants et de châteaux comme le château de Manoncourt-sur-Seille (château Colin), en Lorraine, classé monument historique, le casino de Vittel, la brasserie de Charmes, le plafond de l'hôtel de ville d'Epinal et la confiturerie de Liverdun.
Louis Guingot est membre du Comité directeur de l'École de Nancy dès 1901. Il a été retenu également pour le portique du Palais des Fêtes de l'Exposition internationale de Nancy en 1909. Parmi ses autres fonctions, il a été chef décorateur du théâtre des Variétés à Montmartre. Décorateur ponctuel du théâtre du Peuple à Bussang, très ami avec Maurice Pottecher et chef décorateur du théâtre de Lunéville. Il a travaillé aussi avec René Wiener à la création de reliures. Son fils Henri (1897-1952) a été conservateur du musée d'Épinal et cofondateur du musée de l'Imagerie .
Louis Guingot s'est intéressé aux nouveaux procédés de décoration sur tissus et tentures, ce qui l'a amené à chercher lors de la Première Guerre mondiale avec Jean-Baptiste Eugène Corbin une tenue militaire de camouflage. Il avait commencé le camouflage pour l'armée, avec son fils Henri Guingot, dans son atelier, à Nancy, dès l'automne 1914 Il s'était ensuite engagé dans l'armée et travaillait dans la section spéciale des peintres spécialisés dans la fabrication de cette étoffe. Il a donc été l'inventeur du camouflage militaire en France, comme l'illustre la tenue « léopard » dont l'original a été donné au Musée lorrain de Nancy en 1981 par Albert Conte, son dernier élève de 1942 à 1945 à Lay-Saint-Christophe, qui l'avait reçu de la veuve de l'artiste en 1976.
Pour anecdote, Louis Guingot avait envoyé la veste à l'armée française et proposé son invention. Elle lui a été retournée accompagnée d'une lettre (perdue) disant son intérêt, un rectangle avait été découpé sur le côté droit. L'armée a gardé cet échantillon, mais n'a jamais recontacté l'inventeur. Cependant son idée est reprise pour le camouflage des pièces d'artillerie. Un service de camouflage qu'il dirige est installé à Domgermain près de Toul. D'autres artistes rejoignent ce service comme Guirand de Scévola qui en prend la direction pour en faire la promotion.
Il est inhumé à Bouxières-aux-Dames près de Nancy en Lorraine.
Son ancienne demeure est actuellement restaurée en plusieurs appartements, mais garde la façade d'origine.

## Principales créations
- Étoffe de camouflage, exposée au musée Lorrain de Nancy.
- Fresques sur les quatre saisons au château de Manoncourt-sur-Seille en Meurthe-et-Moselle,
- Fresques du chœur de l'église de Vaubexy dans les Vosges,
- Peinture au Musée français de la brasserie à Saint-Nicolas-de-Port[13].

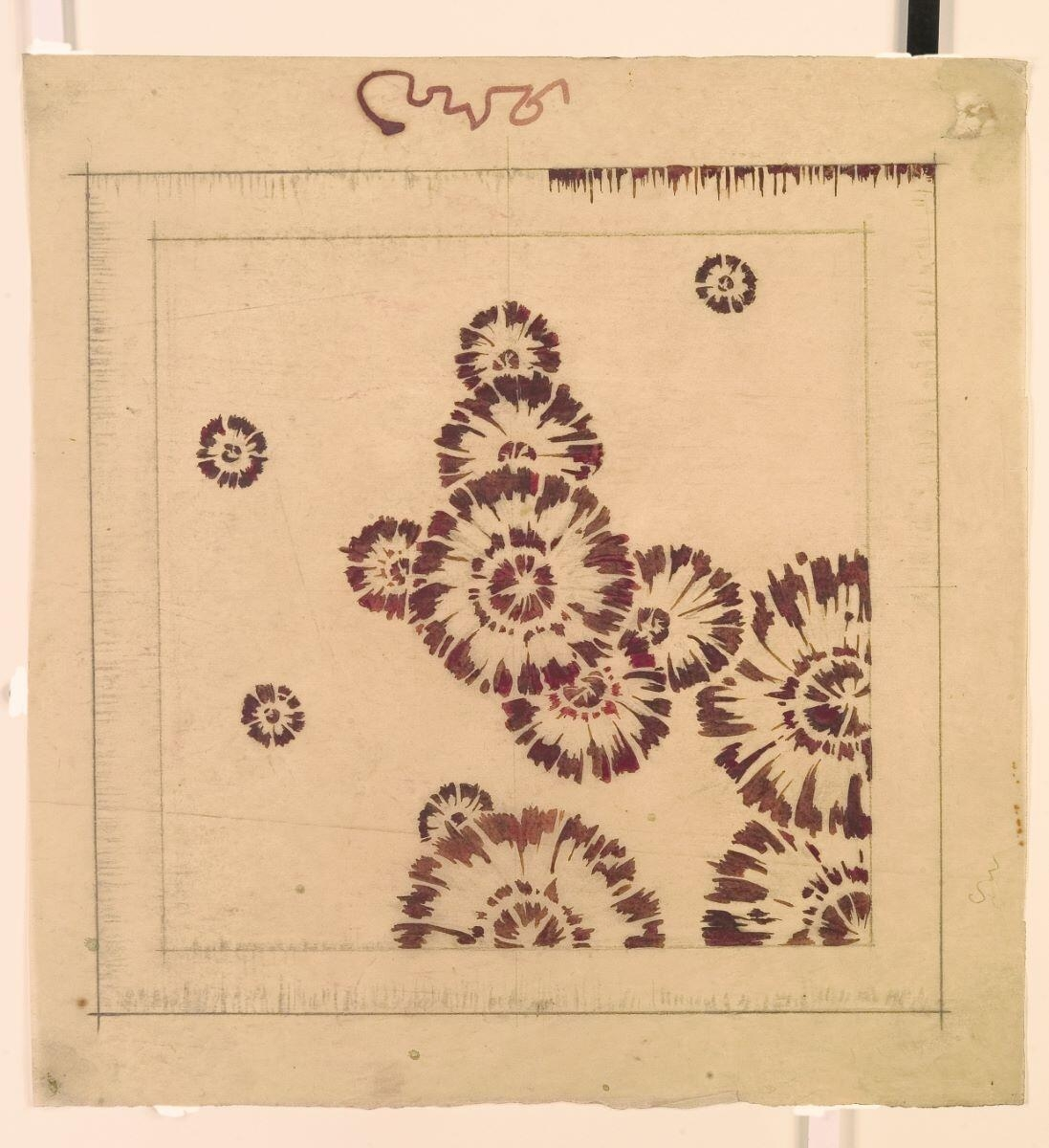
Arbre, 1re moitié XXe siècle, Musée départemental d'art ancien et contemporain, Épinal
- Paravent à thème Marin, Musée de l'Ecole de Nancy, 1897[4]
- Paravent, vers 1900, Musée départemental d'art ancien et contemporain, Épinal [15]
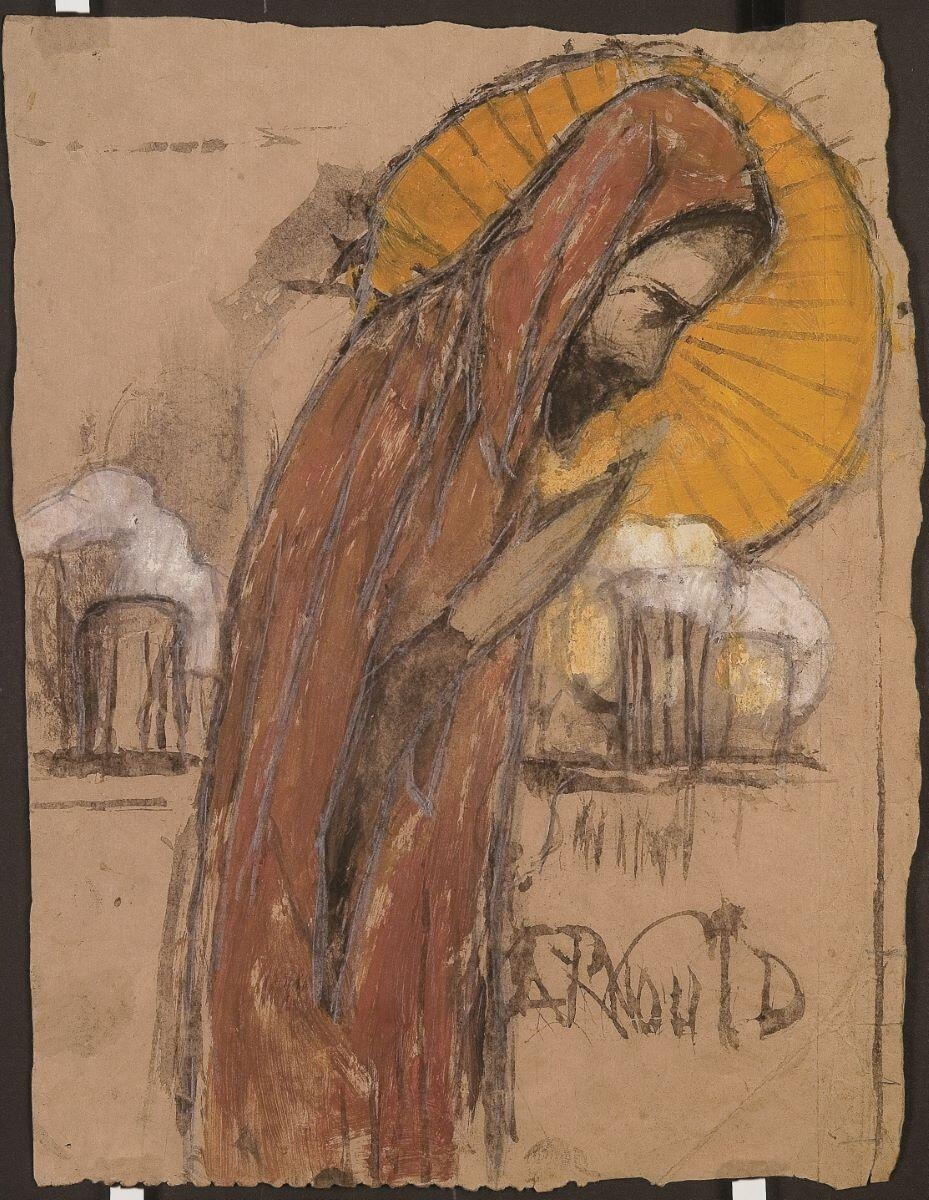
Peintures décoratives dans un pavillon de Jardin, maison particulière près de Nancy, 1904[16]  - Pochoir, collection du musée Départemental d'Art ancien et Contemporaine d'Epinal
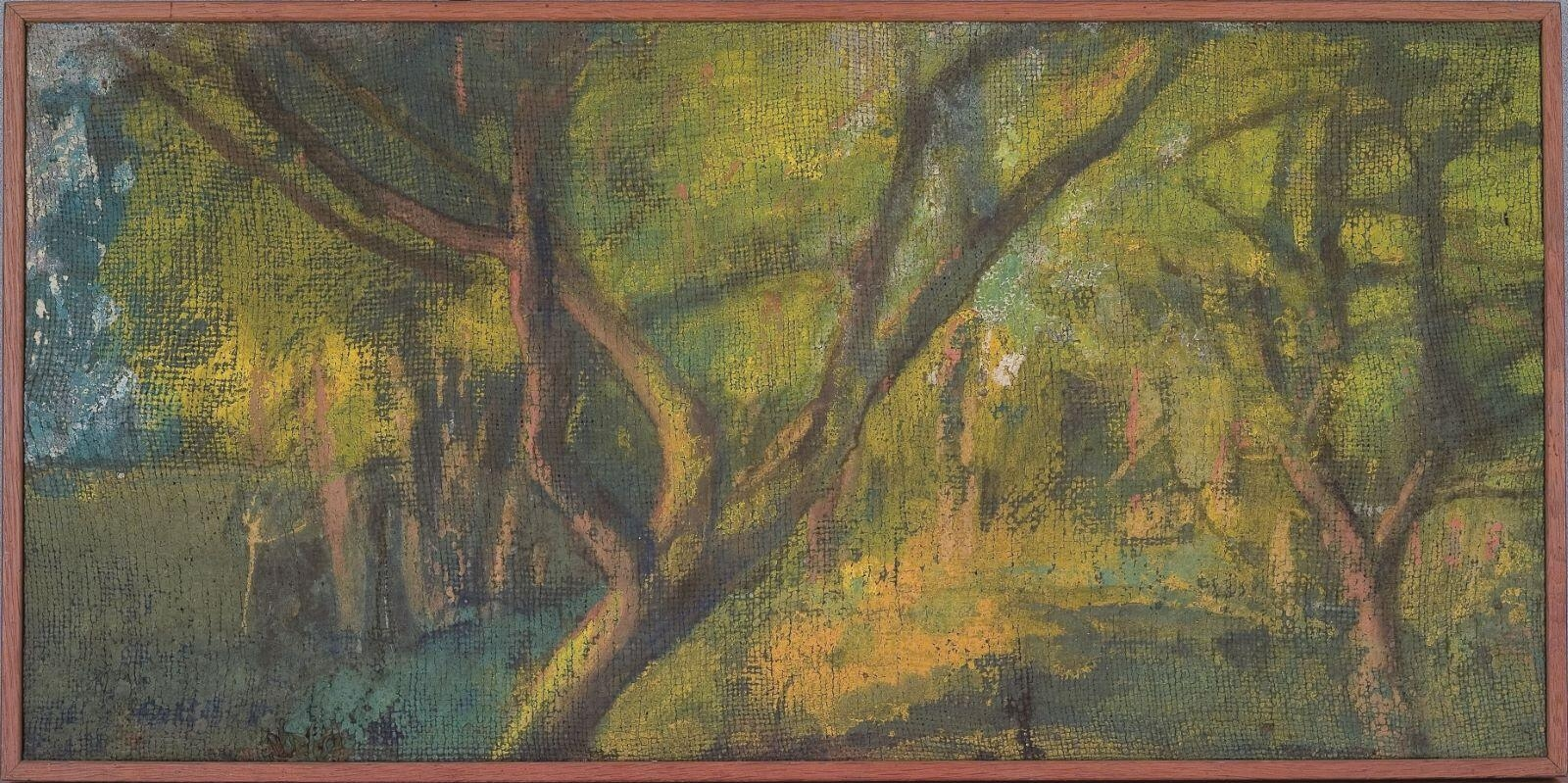
Paysage, collection du musée Départemental d'Art ancien et Contemporaine d'Epinal
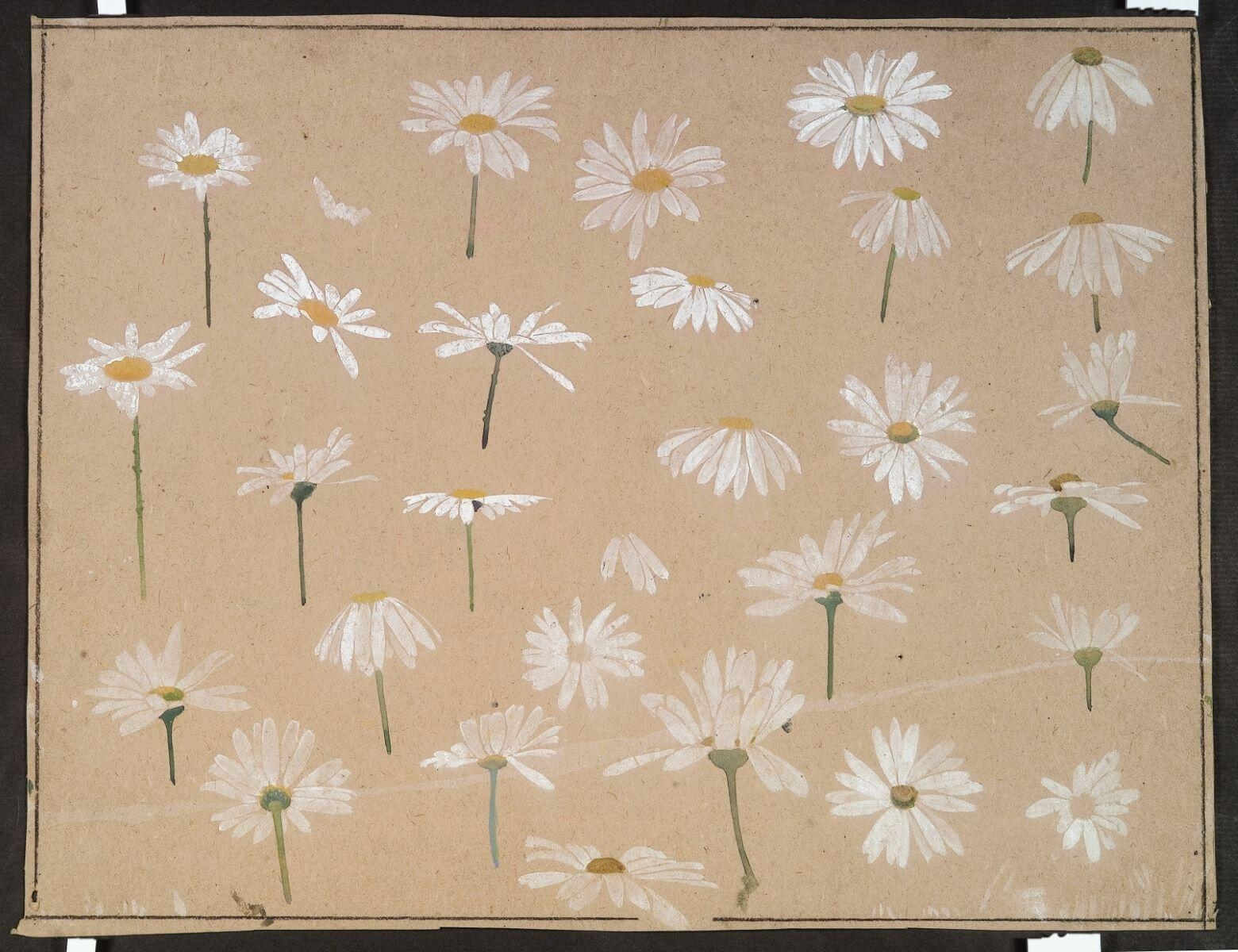
Etude de marguerites, collection du musée Départemental d'Art ancien et Contemporaine d'Epinal
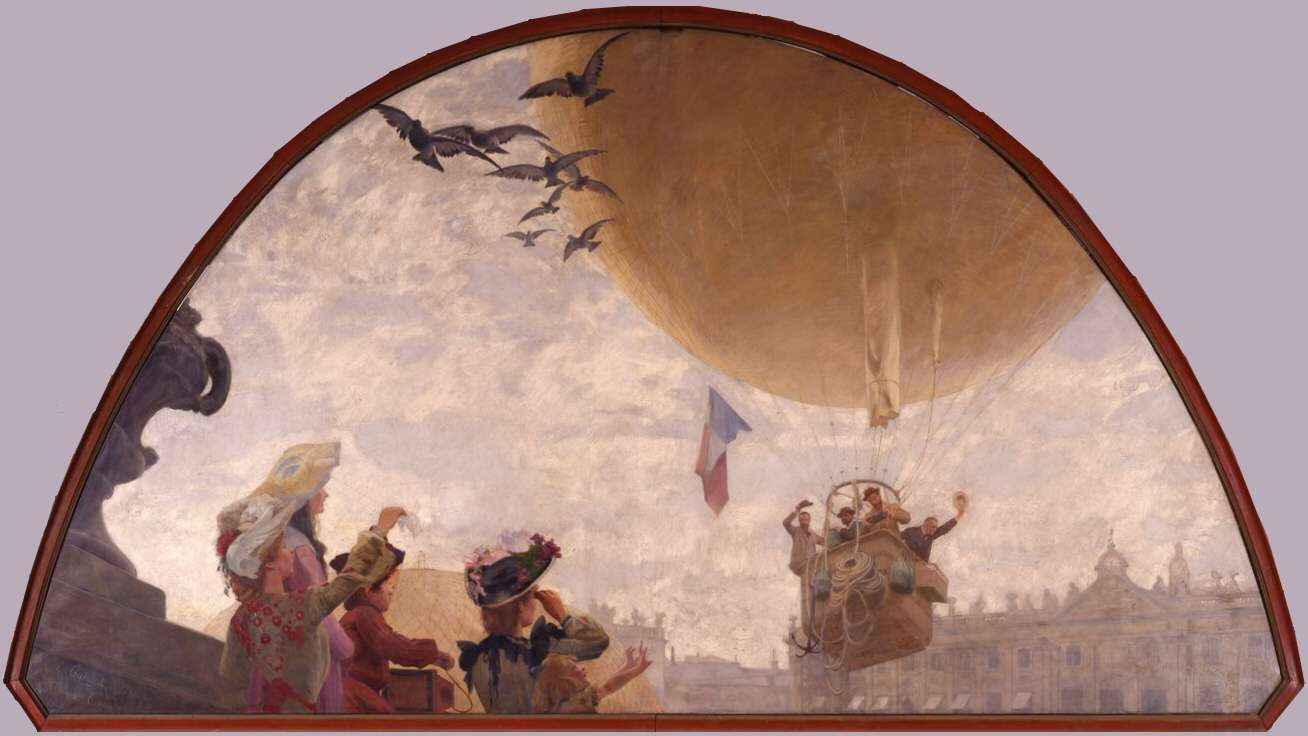
Ascension en Ballon, collection du Musée de l'Ecole de Nancy. On reconnait dans la nacelle de gauche à droite : Louis Guingot, Emile Friant, Henri Belliéni, et le maire Hippolyte Maringer.
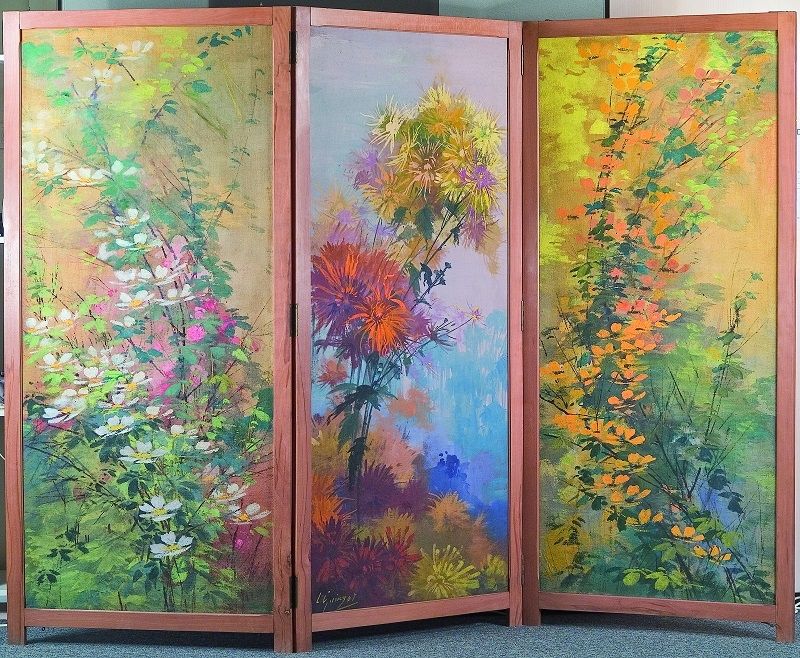
Paravent, collection du musée Départemental d'Art ancien et Contemporaine d'Epinal
  - Etude pour Saint Arnould,  collection du musée Départemental d'Art ancien et Contemporaine d'Epinal
  - Paysage, collection du musée Départemental d'Art ancien et Contemporaine d'Epinal
  - Etude de marguerites,  collection du musée Départemental d'Art ancien et Contemporaine d'Epinal
  - Ascension en Ballon, collection du Musée de l'Ecole de Nancy. On reconnait dans la nacelle de gauche à droite : Louis Guingot, Emile Friant, Henri Belliéni, et le maire Hippolyte Maringer.
  - Paravent, collection du musée Départemental d'Art ancien et Contemporaine d'Epinal